# The Summer Book
The Summer Book (englisch; deutsch „Das Sommerbuch“) ist ein Filmdrama von Charlie McDowell. Der Film mit Anders Danielsen Lie, Glenn Close und Emily Matthews in den Hauptrollen basiert auf dem gleichnamigen Roman Sommerbuch von Tove Jansson und feierte im Oktober 2024 beim London Film Festival seine Premiere. Ende Januar 2025 kam er in die finnischen Kinos.

## Handlung
Nach dem Tod ihrer Mutter verbringt Sophia den Sommer mit ihrer Großmutter und ihrem Vater auf einer Insel im Finnischen Meerbusen. Die Großmutter kommt schon seit 47 Jahren regelmäßig auf die Insel. Der Vater ist über den Tod seiner Frau schweigsam geworden und hat sich in seiner Trauer in seine Arbeit als Illustrator zurückgezogen. Sophia interpretiert das Verhalten ihres Vaters als Mangel an Liebe ihr gegenüber. Die Großmutter versucht, zwischen den beiden zu vermitteln.
Gemeinsam entdecken Großmutter und Enkelin die Natur, unternehmen mit dem Boot einen Tagesausflug zu einer Nachbarinsel, besuchen einen verlassenen Leuchtturm und kümmern sich um eine Katze. Wenn Sophie zu viel redet, flüchtet sich die Großmutter zum Rauchen nach draußen. Die 9-Jährige ist oft gelangweilt und hört dann die alten Schallplatten ihrer Großmutter.

## Literarische Vorlage

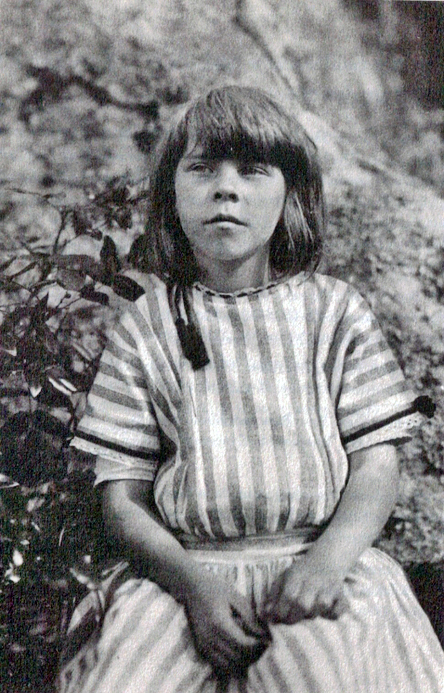
Bereits in den 1920er Jahren verbrachte Tove Jansson als Kind ihre Sommer auf der Insel Klovharu

Der Film basiert auf dem Roman „Das Sommerbuch“ (Sommarboken) von Tove Jansson aus dem Jahr 1972. International berühmt wurde die finnlandschwedische Schriftstellerin und Illustratorin vor allem für die von ihr geschaffene Phantasiewelt der Mumintrolle. National wurde auch Sommarboken (finnisch Kesäkirja) sehr populär.
Die in diesem Roman erzählte Geschichte ist zwar fiktiv, doch dienten Jansson die vielen Sommer als Inspiration, die sie selbst in den 1920er Jahren als Kind und später mit ihrer Nichte auf Klovharu, einer felsigen Schäre in der Inselgruppe Pellinge, verbrachte. Die Autorin hatte dort im Jahr 1964 gemeinsam mit ihrem Bruder eine bescheidene Hütte gebaut. Jansson verbrachte bis zu ihrem Lebensabend drei Jahrzehnte lang fünf Monate im Jahr mit ihrer Lebensgefährtin auf der Insel.

## Produktion

### Filmstab
Regie führte der US-Amerikaner Charlie McDowell. Zu seinen früheren Arbeiten gehören Filme wie The One I Love von 2014, The Discovery von 2017 und Windfall von 2022. Das auf Janssons Roman basierende Drehbuch schrieb Robert Jones. Obwohl die Zeit, in der der Film spielt, nie konkret genannt wird, lassen Ausstattung, Kleidung und  Requisiten vermuten, dass die Geschichte rund um das Jahr 1972 spielt, als der Roman veröffentlicht wurde.
Der finnische Filmeditor Jussi Rautaniemi war zuletzt für Filme wie Abteil Nr. 6 und Natatorium tätig.

### Besetzung und Dreharbeiten

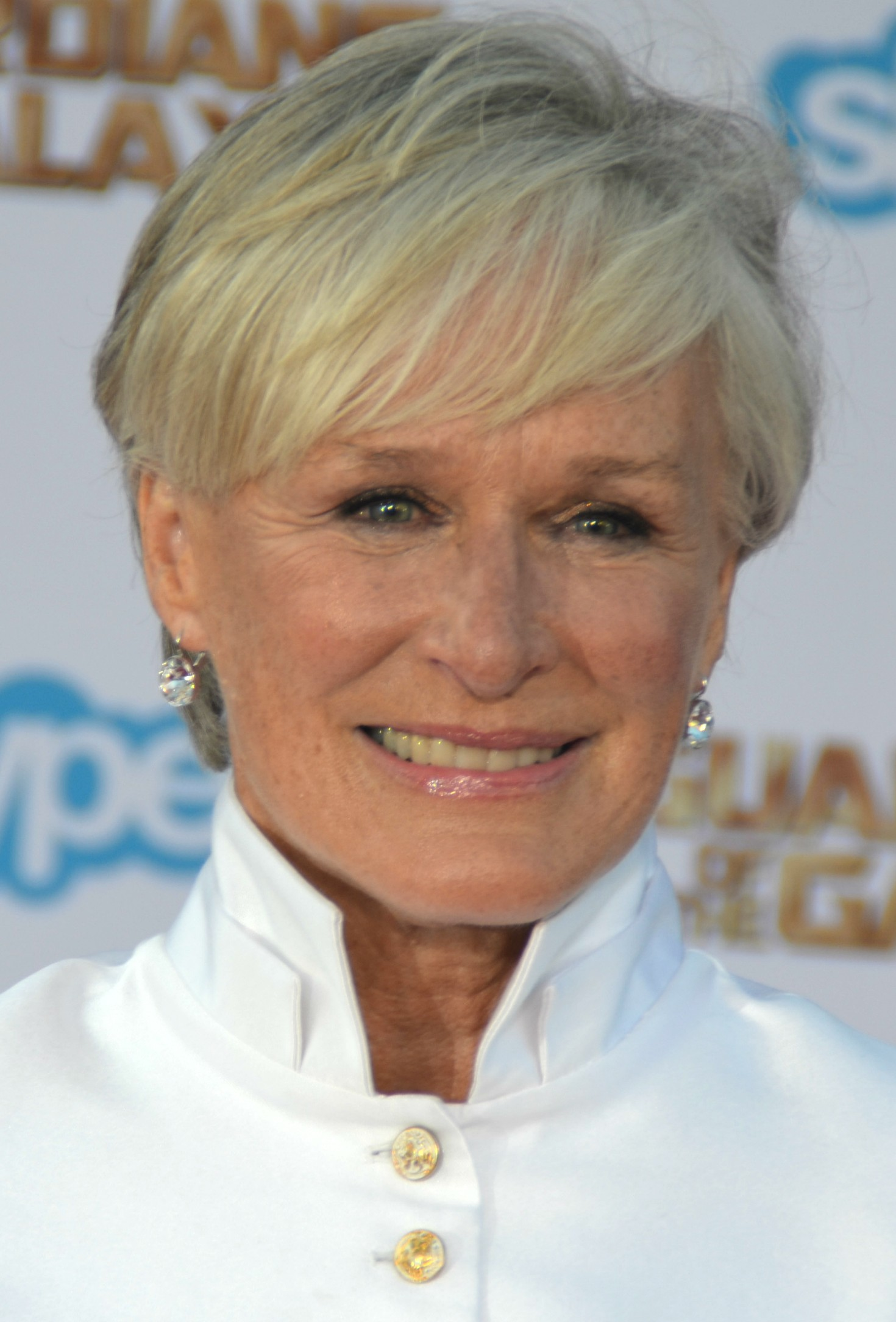
Die US-Amerikanerin Glenn Close spielt die Großmutter

Die US-Amerikanerin Glenn Close und der Norweger Anders Danielsen Lie spielen in den Hauptrollen die Großmutter und den Vater. Emily Matthews ist in der Rolle der Enkelin beziehungsweise Tochter Sophia zu sehen. Sie gibt in dem Film ihr Debüt als Schauspielerin. In weiteren Rollen sind der Isländer Ingvar Sigurðsson und Pekka Strang aus Finnland zu sehen.
Die Dreharbeiten fanden in den südfinnischen Städten Espoo in der Region Helsinki sowie Porvoo und der Hafenstadt Kotka  statt. Als Kameramann fungierte der Norweger Sturla Brandth Grøvlen.

### Filmmusik und Veröffentlichung
Die Filmmusik komponierte die polnische Pianistin und Sängerin Hania Rani. Sie setzte bei ihrer Arbeit auf Klaviermusik. Zuletzt arbeitete Rani mit Elisabeth Scharang für deren Film Wald und mit Stéphanie Di Giusto für deren Filmdrama Rosalie zusammen.
Die Premiere des Films fand am 12. Oktober 2024 beim London Film Festival statt. Ende Oktober 2024 wurde er beim AFI Fest gezeigt. Im November 2024 wurde er bei Camerimage gezeigt. Ebenfalls im November 2024 erfolgten Vorstellungen beim Torino Film Festival. Der Kinostart in Finnland ist am 31. Januar 2025 geplant. Im Februar 2025 wurde The Summer Book beim Santa Barbara Film Festival gezeigt. Im April 2025 erfolgten Vorstellungen beim Miami Film Festival. Ende April, Anfang Mai 2025 wird der Film auch beim Atlanta Film Festival gezeigt. Im Juni 2025 wird er beim Filmfest München und beim Nantucket Film Festival gezeigt.

## Rezeption
Von den bei Rotten Tomatoes aufgeführten Kritiken sind 73 Prozent positiv.

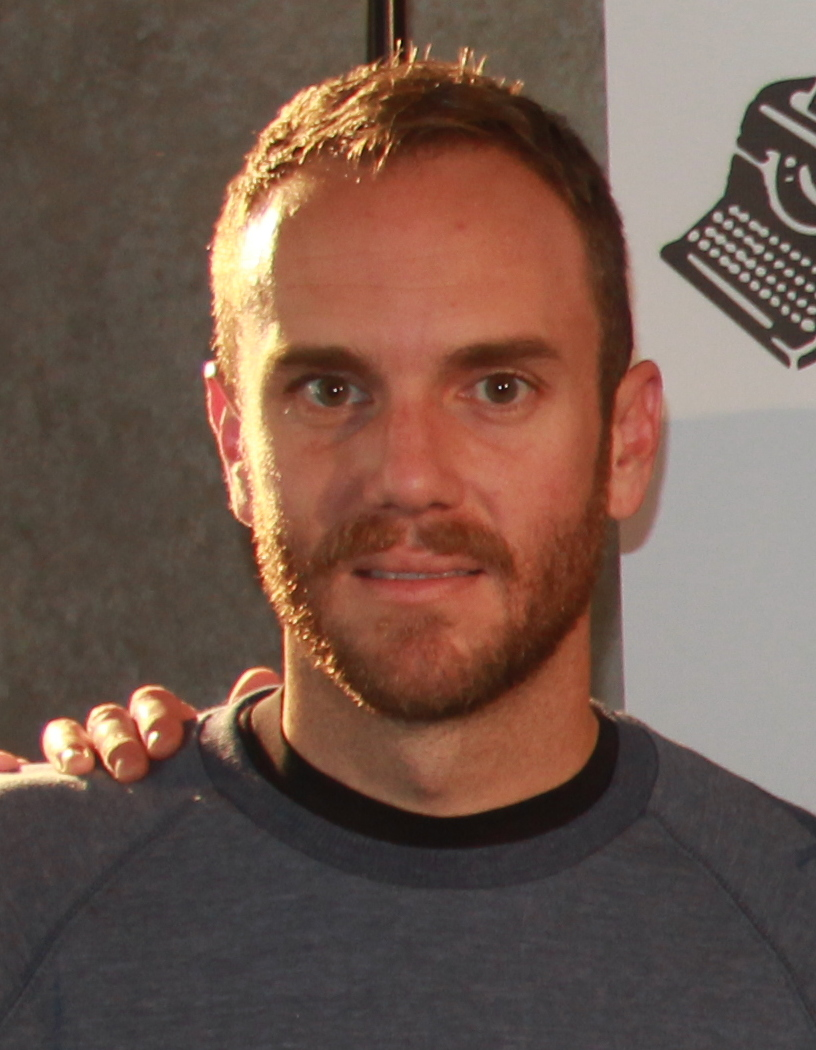
Regisseur Charlie McDowell

### Internationale Stimmen
David Rooney schreibt in seiner Kritik im Hollywood Reporter, Regisseur Charlie McDowell und sein Drehbuchautor Robert Jones blieben bei ihrem Film der Vorlage treu. Sie schenkten in The Summer Book den Figuren und den sie umgebenden Kräften der Natur die gleiche Aufmerksamkeit. Man spüre die Frische des Ostseewassers, das ans Ufer schwappt, die sanfte Liebkosung des Sonnenscheins und die Gewalt eines Sturms, der ohne Vorwarnung aufzieht. Die auf das Wesentliche reduzierte Erzählung scheine jedoch oft eher zu treiben als wirklich voranzukommen. Dennoch ermögliche das gemächliche Tempo, das Auge auf Details zu richten.
Oliver Weir schreibt in seiner Kritik für The Film Stage, die verschiedenen Aspekte der Landschaft würden den unterschiedlichen Gefühlszuständen der Figuren entsprechen. So werde Sophias Großmutter angesichts ihres eigenen bevorstehenden Todes häufig mit dem Meer und dem Himmel in Verbindung gebracht und der Stille der Morgendämmerung und der Atmosphäre des Sonnenlichts, das durch die Bäume bricht.

### Finnische Stimmen
Auch in den überregionalen finnlandschwedischen Medien sind die Kritiken überwiegend positiv. Die Filmkritikerin Johanna Grönqvist bei Svenska Yle hält Glenn Close für „brilliant“. Ihrer Meinung nach versucht der Film, die vielschichtige und tiefgründige Erzählweise der Vorlage einzufangen, indem er zahlreiche Elemente der Romanhandlung integriert. Dies führt jedoch zu einer fragmentarischen Struktur, die ohne Kenntnis des Buches schwer greifbar bleibt. Obwohl die einzelnen Szenen visuell sehr ansprechend sind, wirken sie oft lose verbunden und hinterlassen gelegentlich einen blassen Eindruck.
Die Poetin und Filmkritikerin Martina Moliis-Mellberg bedauert, dass in der englischsprachigen Verfilmung viele Nuancen und Komplexitäten aus Tove Janssons „geliebtem Klassiker“ verloren gegangen sind.

”McDowell är helt enkelt för varsam med sitt material, det skaver aldrig. Snarare blir det aningen sentimentalt, en känsla Tove Jansson höll sig långt borta från.”

„McDowell geht ganz einfach zu vorsichtig mit seinem Material um, es scheuert nirgends. Eher wird es eine Ahnung zu sentimental, ein Gefühl von dem sich Tove Jansson selbst fern hielt.“

Beide finnlandschwedischen Kritikerinnen bemerken allerdings inkonsequente Details in der  Sprachwahl des Films, der auf einem schwedischsprachigen Roman basiert und dessen Handlung sich am besten in Svenskfinland (dem schwedischsprachigen Finnland) verorten lässt. Englisch als Sprache des Films wird nicht an sich kritisiert. Aber die Schauspieler „spielen“ unterschiedliche englische Akzente, anstatt ihre eigenen zu verwenden. Die Protagonisten hören finnischsprachige Musik, und im Hintergrund sind schwedischsprachige Straßenschilder zu sehen.
In der größten finnischsprachigen Tageszeitung Helsingin Sanomat stellt die Kritikerin Maija Alander einen positiven Vergleich mit dem finnlandschwedischen Filmdrama Stormskärs Maja an. Gleichzeitig kritisiert auch sie die „Übervorsichtigkeit“ der Literaturverfilmung von McDowell.

### Auszeichnungen
Filmfest München 2025
- Nominierung im Wettbewerb CineKindl[21]

Miami Film Festival 2025
- Nominierung für den Marimbas Award[14]